# ジチオラン
ジチオラン (dithiolane) とは、シクロペンタンのメチレン基 (CH2) が2個スルフィド基 (-S-) に置き換わった有機硫黄化合物。あるいはその骨格を持つ誘導体の総称。硫黄が置き換わった位置により、1,2-ジチオランと1,3-ジチオランの異性体がある。

## 1,2-ジチオラン
1,2-ジチオラン構造は環状のジスルフィドで、α-リポ酸の部分構造として現れる。また、アスパラギン酸のような一部の天然物中に含まれる。
α-リポ酸は、金、モリブデン、タングステンなど多くの金属と強い親和性を持つ。その他の1,2-ジチオランは、金ナノ粒子や遷移金属ジカルコゲン化物（MoS2やWS2）などのナノマテリアルに関連している。

海洋の環形動物Lumbriconereis heteropoda から得られたイソメ毒は、ニコチン性アセチルコリン受容体を遮断する事から、チオシクラムやカルタップ等の殺虫剤の原型となった。

α-リポ酸
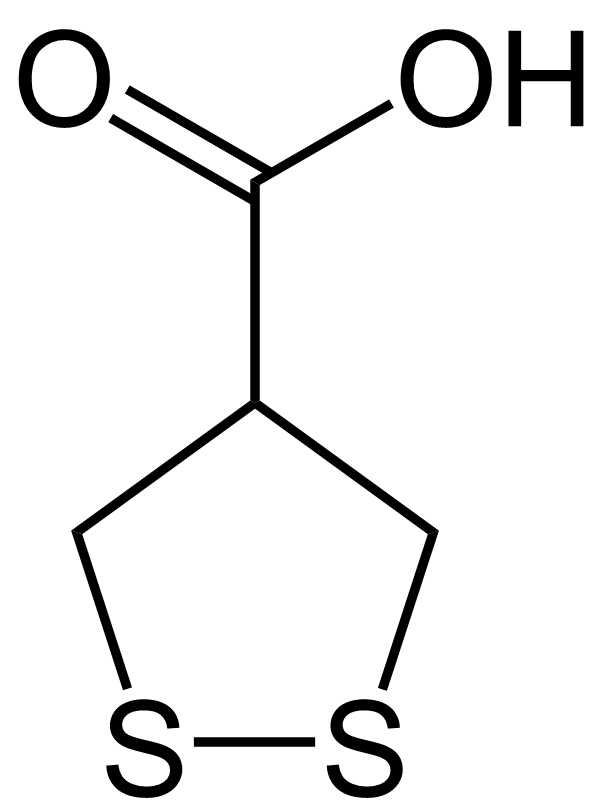
アスパラガス酸
イソメ毒(Nereistoxin)

## 1,3-ジチオラン
1,3-ジチオラン構造は環状のジチオアセタールであり、カルボニル基の保護基として重要である。カルボニル化合物をルイス酸触媒のもと 1,2-エタンジチオールと縮合させると 1,3-ジチオランとすることができ、酸や塩基、還元剤や求核剤に対して耐性を持たせられる。脱保護は硝酸銀などの酸化剤を用いる。